# Райската градина
„Райската градина“ (на английски: The Garden of Eden) е вторият посмъртно издаден роман на Ърнест Хемингуей, публикуван през 1986 г. Хемингуей започва романа през 1946 г. и работи върху ръкописа през следващите 15 години, като през това време също написва „Старецът и морето“, „Опасното лято“, „Подвижен празник“ и „Острови на течението“.
Романът по същество е историята на пет месеца от живота на Дейвид Борн, американски писател, и съпругата му Катрин. Действието се развива главно във Френската Ривиера, по-специално в Лазурния бряг и в Испания. „Райската градина“ показва изследването на Хемингуей на отношенията между мъжа и жената, проявяването ан интерес към андрогинните характери и „смяната на ролите на мъжа и жената“. Биографът на Хемингуей Джеймс Мелоу твърди, че „идеите за сексуално пренасяне“ не са станали ясни във фикцията на Хемингуей, докато не написва „Райската градина“. Катрин Борн убеждава Дейвид да боядисва косата си в нейния цвят.